# Belaruskaja Tele-Radio Campanija
Belaruskaja Tele-Radio Campanija (in bielorusso Беларуская тэлерадыёкампанія?; in acronimo BTRC o BTRK), nota anche come Beltėleradyëkampanija (in bielorusso Белтэлерадыёкампанія?) è un'azienda pubblica bielorussa concessionaria del servizio radiotelevisivo in Bielorussia. Fondata nel 1991 con decreto del Presidente Stanislaŭ Šuškevič, BTRC gestisce 7 canali televisivi e 5 canali radiofonici.
Dal 1993 è membro effettivo dell'Unione europea di radiodiffusione (UER), per conto della quale ha organizzato il Junior Eurovision Song Contest in due occasioni (2010 e 2018). L'affiliazione all'UER è stata sospesa il 28 maggio 2021 in seguito ad alcuni avvenimenti legati alle proteste in Bielorussia del 2020-2021. Il 1º luglio 2021 Belaruskaja Tele-Radio Campanija è stata espulsa dall'UER, con un periodo di sospensione valido per tre anni.

## Canali televisivi e radiofonici

### Canali televisivi
| Logo | Nome         | Data di lancio   |
| ---- | ------------ | ---------------- |
|      | Belarus' 1   | 1º gennaio 1956  |
|      | Belarus' 2   | 18 ottobre 2003  |
|      | Belarus' 3   | 8 febbraio 2013  |
|      | Belarus' 4   | 2015             |
|      | Belarus' 5   | 21 ottobre 2013  |
|      | Belarus' 24  | 1º febbraio 2005 |
|      | NTV-Belarus' | 4 luglio 2006    |

## Censura e propaganda
L'opposizione bielorussa vede l'emittente di stato come mezzo di propaganda al servizio del presidente Aljaksandr Lukašėnka, in effetti viene accusata di disinformazione, censura politica, repressioni e boicottaggi delle elezioni.
Spesso alcuni dipendenti e dirigenti sono stati sanzionati da Unione Europea e Stati Uniti.